# 吉水窦
吉水窦，位于中国广东省佛山市南海区西樵镇，为一处清代建筑。1994年7月5日，列为南海市文物保护单位；2006年，列为佛山市第四批文物保护单位。